# مارغريتا

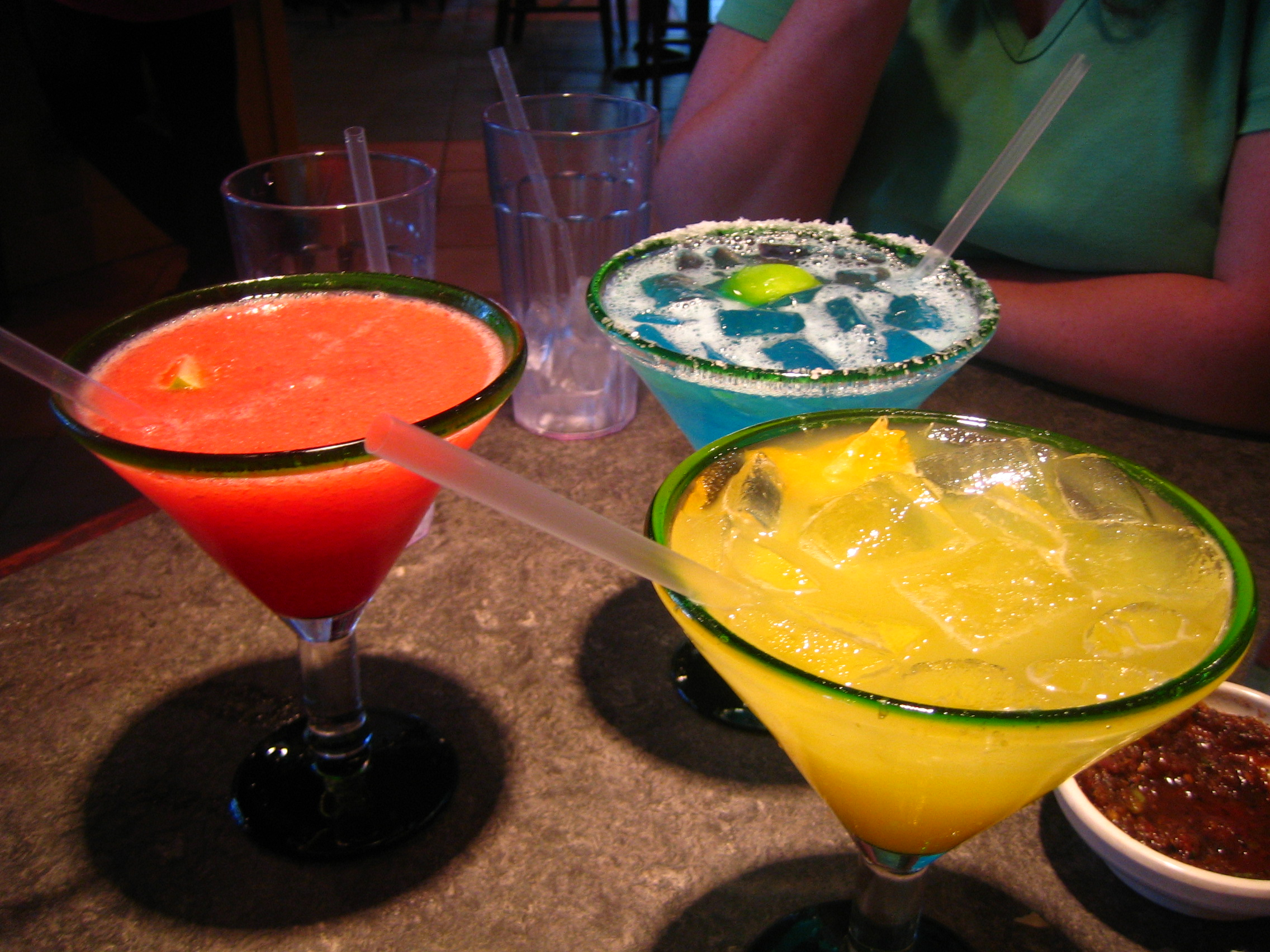
تقدم المرغريتا في ألوان متنوعة.

المَرْغَريتا أو المَرْغَرِيتَة (بالإنجليزية: Margarita) هو شراب كوكتيل يعتقد أنه ظهر لأول مرة في المكسيك في ثلاثينيات القرن العشرين. ويتكون من مخفوق شراب التيكيلا وتربل سيك "Triple Sec" وهو أحد أنواع خمور الفاكهة ومكونات أخرى منها عصير الليمون، وهذه هي الطريقة التي يعد بها هذا المشروب عادة في الولايات المتحدة.
يقدم هذا الشراب عادة مضافا إليه الثلج، ويقدم عادة في كأس مضافا اليه الملح أو السكر حسب الرغبة.

## لمحة تاريخية
يعود أصل كوكتيل المرغريتا إلى مدينة تيخوانا المكسيكية، وهو مشتق من مشروب مكسيكي شهير آخر كان يحتوي البراندي بدلًا من التيكيلا. ذكر الكوكتيل المصنوع من التيكيلا أول مرة في كتاب بعنوان «كتاب الكوكتيل الجديد» ألفه جي إف ستيل في عام 1930 دون الإشارة إلى وصفة تحضير محددة أو مخترع معين، بيد أن أول وصفة مطبوعة لكوكتيل المرغريتا لم تنشر سوى في عام 1953 على صفحات عدد شهر ديسمبر من مجلة إسكيري المكسيكية.
تتضارب الروايات حول مبتكر المشروب الحقيقي، فتنسبه بعض المصادر إلى المكسيكي كارلوس هيريرا الذي قدمه أول مرة في مطعمه رانشو لا غلوريا في شبه جزيرة باخا كاليفورنيا في عام 1938، حين أعدّه لمارغوري كينغ إحدى زبائنه والتي كانت تعاني من حساسية تجاه الكثير من أنواع المشروبات الكحولية فيما عدا التيكيلا، ثم نقلها الساقي ألبرت هيرنانديز إلى الولايات المتحدة الأمريكية بعد عام 1947 حين عمل في مطعم لا بلازا بمدينة سان دييغو.
تنسب مصادر أخرى صنع كوكتيل المرغريتا لأول مرة للمكسيكي فرانسيسكو موراليس الذي قدمه في حانة توميز بليس بمدينة خواريز في ولاية تشيهواهوا المكسيكية في الرابع من يوليو عام 1942، ثم نقله أحد السقاة العاملين هناك إلى الولايات المتحدة الأمريكية حين أصبح مواطنًا أمريكيًا.
كما ذكرت بعض المصادر أن سيدة مجتمع أمريكية تدعى مرغريتا سامز قدمت المشروب لأول مرة في دالاس في عام 1948 إلى ضيوفها، وكان من بينهم تومي هيلتون الذي أضاف المشروب إلى قائمة المشروبات في سلسلة فنادق هيلتون الشهيرة.

## النكهات

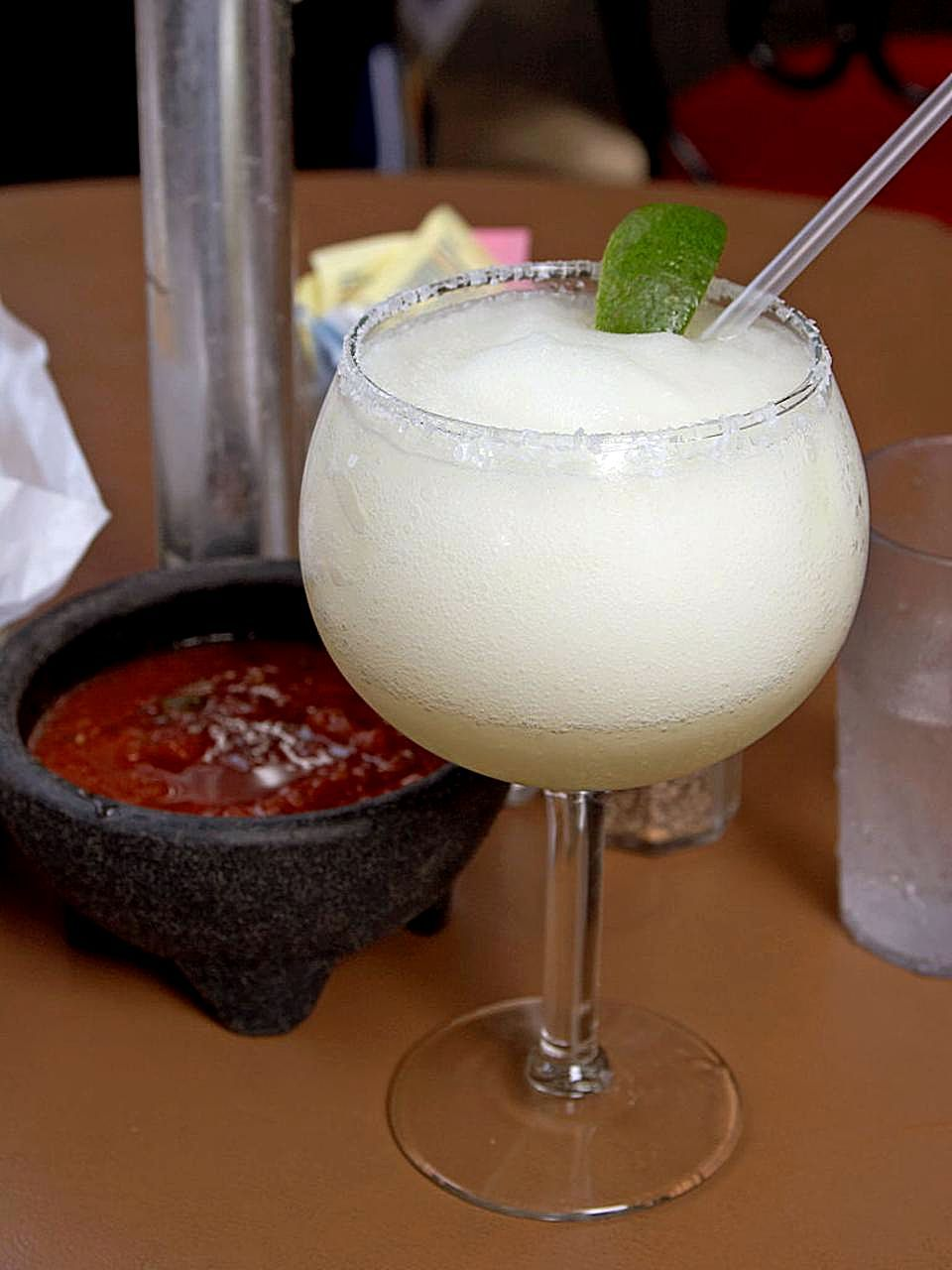
مشروب مرغريتا مخلوط

يمكن إضافة العديد من النكهات إلى كوكتيل المرغريتا إما باستخدام عصير الفواكه المختلفة مثل التوت الأسود، والبطيخ، والأناناس، أو الخمور المنكهة مثل تيكيلا التفاح والقرفة.
يمكن صنع المرغريتا المثلجة بإضافة الثلج وسحقه مع الخليط باستخدام الخلاط الكهربائي. كما يمكن أن تضاف بعض المشروبات الغازية بنكهة الفواكه مثل الليمون الحامض، واليوسفي، والأناناس، أوالمشروبات الرياضية مثل مشروب غاتوريد الأزرق أو البرتقالي إلى الخليط بدلًا من التريبل سيك. يمكن أيضًا إضافة حليب جوز الهند، كما يمكن صنع كوكتيل المرغريتا بالخضروات مثل الجزر، والبنجر، والخيار، والكرفس.

## الأنواع المشتقة
البرمريتا: وهو كوكتيل يصنع بصب زجاجة من البيرة ذات النكهة الخفيفة على كوكتيل المرغريتا.
سكيني مرغريتا: وهو كوكتيل يحتوي على التيكيلا فقط مع القليل من عصير الليمون الحامض مع الثلج وتكون حاجة الكأس مملحة.
كاميكازي: وهو كوكتيل يشبه المرغريتا مع استبدال التيكيلا في المزيج بمشروب الفودكا.